# Ebbe Kornerup
Ebbe Erland Kornerup (født 20. februar 1874 i Roskilde, død 6. maj 1957 i København) var en dansk forfatter og maler, søn af Jacob Kornerup.
Ligesom faderens anlæg var mangfoldige, således sønnens. Kornerup kom fra latinskolen først på Kunstakademiet, studerede senere hos J.F. Willumsen og Zahrtmann, og har udstillet flere gange. Disse separatudstillinger var overvejende frugten af Kornerups udstrakte rejser, som har ført ham til næsten alle jordklodens strøg, i hvert fald til alle fem verdensdele. men yderligere har denne rejsedrift, der vel til syvende og sidst er Kornerups herskende egenskab, sat frugt i en ret omfattende og broget litterær produktion, der dels former sig som æstetiske indtryk (især i hans tidligste bøger), men dels også giver ny og interessante oplysninger, sete gennem et kunstnerisk opfattende temperament, fra en kun lidt kendt verden. Således skal nævnes Kornerups måske mest værdsatte skrift om Sydhavsøerne (Tahitibogen, 1917) og om Australien (1918), fremdeles bøgerne om de sydamerikanske stater Ecuador og Peru (1919-20). Til en mængde inden- og udenlandske blade sendte Kornerup i årenes løb rejsebreve. — Kornerup var fremdeles i bibliofile kredse velkendt som ekslibris-tegner. Han er begravet på Roskilde Kirkegård.

## Bibilografi
- Hede Zoner, 1909.
- Khadia, 1912.
- Araber, 1913.
- Sydhavsøen Tahiti bogen, E. Jespersens Forlag, 1917
- Australien, 1918.
- Ecuador, E. Jespersens Forlag, 1919.
- Peru, 1920.
- Indien , 1921.
- Filippinerne,
- Nye Japan,
- Ceylon, Min Vedda ekspedition 1922, 1925.
- Latinsk Amerika,
- Siam, Woels Forlag, 1928.
- Jack Sømand (Jack London) Martins Forlag, 1927.
- Thøger Larsen og breve fra ham,  Woels Forlag, 1928.
- Birma, 1934.